# Stylopallene dorsospinum
Stylopallene dorsospinum is een zeespin uit de familie Callipallenidae. De soort behoort tot het geslacht Stylopallene. Stylopallene dorsospinum werd in 1963 voor het eerst wetenschappelijk beschreven door Clark. 